# Simona Richter
Simona Marcela Richter (Reșița, 27 marzo 1972) è un'ex judoka rumena, vincitrice di una medaglia di bronzo ai Giochi olimpici di Sydney 2000.

## Carriera
Ha preso parte a tre edizioni successive dei Giochi olimpici, riuscendo a guadagnarsi una medaglia di bronzo nell'ultima Olimpiade da lei disputata nel 2000.

## Palmarès
| Anno | Manifestazione | Sede       | Evento | Risultato | Note |
| ---- | -------------- | ---------- | ------ | --------- | ---- |
| 1992 | Europei        | Parigi     | 72kg   | Argento   |      |
| 1992 | Olimpiadi      | Barcellona | 72kg   | 13º       |      |
| 1993 | Europei        | Atene      | 72kg   | 5º        |      |
| 1994 | Europei        | Danzica    | 72kg   | 7º        |      |
| 1995 | Europei        | Birmingham | 72kg   | 5º        |      |
| 1995 | Europei        | Birmingham | Open   | Argento   |      |
| 1996 | Europei        | L'Aia      | Open   | Bronzo    |      |
| 1996 | Olimpiadi      | Atlanta    | 72kg   | 9º        |      |
| 1997 | Europei        | Ostenda    | 72kg   | 5º        |      |
| 1997 | Europei        | Ostenda    | Open   | 5º        |      |
| 1999 | Europei        | Bratislava | 78kg   | 5º        |      |
| 2000 | Olimpiadi      | Sydney     | 78kg   | Bronzo    |      |
| 2000 | Europei        | Breslavia  | 78kg   | 5º        |      |